# Bayview
Bayview es un Suburbio de Sídney, Australia situado en la Comuna de Pittwater. Está situado a 33km al norte del Centro de Sídney en las playas de norte. Es un suburbio de 2130 habitantes.